# Olivella nana
Olivella nana is een slakkensoort uit de familie van de Olividae. De wetenschappelijke naam van de soort is voor het eerst geldig gepubliceerd in 1811 door Jean-Baptiste de Lamarck.